# Sant Pere de Lles
Sant Pere de Lles és l'església parroquial del poble de Lles de Cerdanya. Està catalogada com a bé cultural d'interès local.

## Descripció
Edifici d'una sola nau i planta rectangular. Al mur de llevant hi ha adossat el cementiri. Presenta un feixuc campanar de torre de planta quadrada format per dos cossos i amb teulada piramidal de pissarra. La porta, d'arc de mig punt, és al mur de migdia. En una dovella hi ha inscrita una data (1593). Malgrat que la construcció del temple es remunta al segle xii, la seva primitiva estructura romànica és irreconeixible.
Pel que fa a l'interior, es conserven forces elements originals: el terra de fusta, el cor, el recinte de la pica baptismal que està tancat amb una reixa de fusta. A cada costat de la nau s'obren tres capelles. A la capçalera trobem l'absis, de menys alçada i més estret que la nau, cobert amb volta de mig punt. La nau és coberta amb volta peraltada. Destaca el retaule d'estil barroc tardà. Altres elements importants són: la pica baptismal, la pica d'aigua beneita, ambdues de granit. La ferramenta de la porta principal té gravada la data "AÑO 1836".

## Història
La parròquia de Lles és citada a l'Acta de consagració de la catedral d'Urgell (839). Apareix esmentada el 1041 en un testament i el 1085 en una escriptura. Entre 1312 1314 l'església rebé la visita dels delegats de l'arquebisbe de Tarragona.